# السلحفاة (نجم)
السلحفاة أو غاما القيثارة هو نجم خافت يُوجد قرب النسر الواقع في كوكبة القيثارة. وهو يَقع عند النهاية الجنوبيّة للقيثارة، حيث يُشكل زوجاً قريباً من النجوم مع الشلياق. السلحفاة هو ثاني ألمع نجوم الكوكبة بقدر ظاهري يَبلغ 3.24، ممّا يَجعله ألمع بقليلٍ من الشلياق، لكنّه مع ذلك حصل على لقب «غاما» في تسمية باير. يَقع السلحفاة عند النهاية الباردة لدرجة B في التصنيف النجمي ويَملك لوناً مشابهاً جداً للون النسر الواقع. لكن على عكس النسر، فهو نجم عملاق بنصف قطر يُعادل 15 ضعف نصف قطر الشمس. يَبعد السلحفاة عن الأرض حوالي 630 سنة ضوئية ويَبلغ ضياؤه 2100 ضياء شمسي، مما يَجعله حقاً من «العمالقة السّاطعين» ويَمنحه حرارة سطحيّة تُقارب 10,000 كلفن، وكتلته هي أعلى قليلاً من 5 كتلة شمسية. السلحفاة هو نجمٌ في طريقه إلى الموت، حيث أنه قد استنفذ وقوده الهيدروجينيّ بالكامل منذ 150,000 عام، ممّا يعني أن عمليّة الاندماج النووي في نواته قد توقّفت منذ ذلك الحين. وخلال 200,00 سنة أخرى، سيكون قد تثلّج حتى يُصبح عملاقاً برتقالياً وسيبدأ باللمعان حيث سيأخذ الهيليوم في نواته بالاندماج مكوّناً الكربون، ثم سيَفقد طبقاتها الخارجيّة ممّا سيحوّله إلى قزم كربون-أوكجسين أبيض، وهو أشبه برماد كثيف مُنكمش بحجم الأرض. وخلال 25 مليون سنة من الآن سيبدأ السلحفاة بقذف طبقاته الخارجيّة مولداً سديماً كوكبياً حوله.

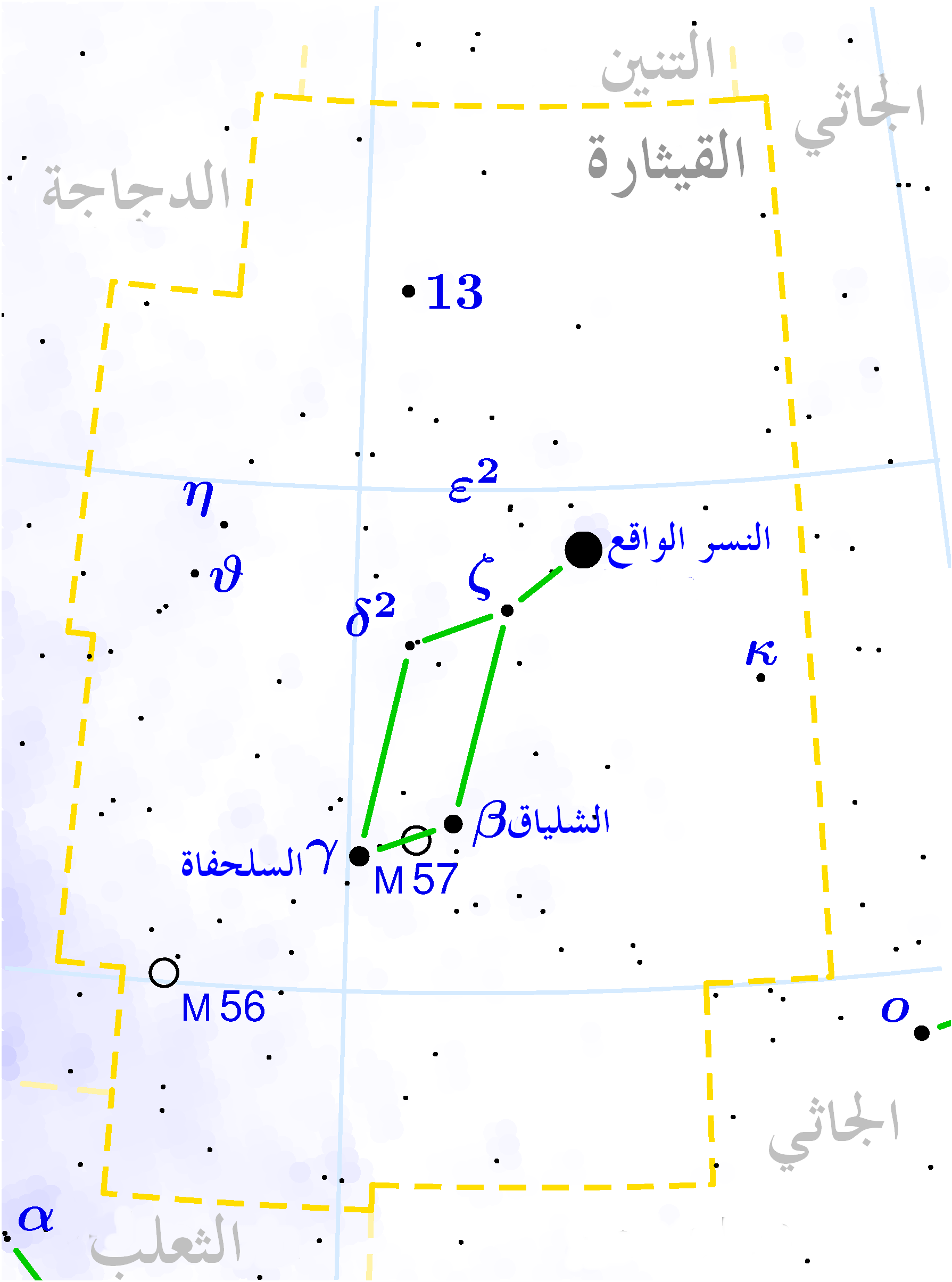
كوكبة القيثارة، حيث يظهر نجم السلحفاة